# 印度教历史
印度教（羅馬化：sindhu，直译：「河流」）是印度文明本土多种的宗教传统的集合。印度教起源於歐洲雅利安人和印萨两河文明本土信仰，後諸教派形成統一宗教。印度教歷史分為三個時期：达罗毗荼人種哈拉帕文明原始宗教时期；以雅利安人南下後形成的《吠陀》诸經典爲中心的吠陀宗教時期（婆羅門教）；吸收了印度沙門思潮諸宗教如佛教、耆那教的教義，於前8世紀改革而成型的印度教時期。因为是多信仰、文化的综合称谓，印度教各教派之间的区别相当大，甚至存在对立的情况。

## 原始宗教时期
薩拉斯瓦蒂河和印度河流域是原始印度宗教的起源地，也是印度文明的最早起源地，以哈拉帕爲流域的重要聚居地，該地的遺址於1920年被發現和命名爲“哈拉帕文明”，另一處重要遺址爲摩亨佐-達羅。後世印度教的冥想、火供、聖浴、聖兽、卍字符、林伽、合十禮等传统已經出現在此時的考古遺跡中。
此時期的原始宗教信奉自然神靈、動物神靈，和後來的婆羅門教體系有很大區別；遺址出土的古典文字至今無法解釋含義。

## 吠陀婆罗门教时期
公元前1800年前後，雅利安人大規模南下，入侵印度次大陸，俘虜了印度土著达罗毗荼人。雅利安人帶來了印歐系的神祇體系和印歐語系的吠陀梵文，信奉雷神因陀罗、火神阿耆尼、天父特尤斯、地母頗哩提毗等，崇拜梵天、毗湿奴、湿婆三大神。四部吠陀經典相繼成書，描述了印度文明的方方面面，書中還設計了影響至今的瓦爾那學說和種姓制度，規定印度-雅利安人的種姓是高貴的，達羅毗荼人的種姓是低下的，爲族群的尊卑次序和政治地位提供了宗教理論依據。這一時期在印度歷史上稱爲吠陀文化時期、“吠陀時期”，不同的部落之間相互征戰，對立明顯，也體現在了宗教體系上，不同的部落成立各自的城邦國家，信仰的主神和理論也各不相同。
吠陀宗教主要來自雅利安文明，但也大量吸收了印度本土信仰元素，形成了“吠陀宗教”，即婆羅門教。薩拉斯瓦蒂河於公元前2000年以前就徹底乾涸，四本主要的吠陀經典的主要部分在薩拉斯瓦蒂河乾涸前已經成書，居民們遂搬遷至印度河流域，將這一文明擴展到了整個印度半島。
婆羅門教在前800年-前500年左右有所發展，以《奧義書》爲主要經典，稱爲“奧義書時期”。在前500年左右的吠陀時代晚期，印度氣候溫暖、物產豐富、農耕文明發達，人口增多、城市擴大，出現了眾多不事生產、乞食維生、專心修道的出家人，統稱為“沙門”。這段時期叫“沙門時期”，催生了著名的“沙門思潮”，即出現了幾個對婆羅門教向世俗化發展和過度主張祭祀神祇的觀念存有疑惑和質疑的新興教派，他們尋求新的真理，對六吠陀經典中的概念有新的解釋，并反對婆羅門的特權地位。佛教和耆那教就是其中的佼佼者，佛教也把其他幾個沙門宗教或哲學學派稱爲六師外道。沙門宗教的興起打擊了婆羅門教的勢力，但這也爲其向印度教過度創造了條件。

## 印度教时期
印度笈多王朝時期，孕育了印度教早期思想，經典上以“黃金時代”稱呼這一時期，期間誕生了六個印度哲學學派，即數論派、瑜伽派、正理派、勝論派、弥曼差派和吠檀多派，濕婆教和毗濕奴也在同時期展開信爱運動。
约650年到1100年間，《往世書》和《羅摩衍那》、《摩訶婆羅多》、《薄伽梵歌》史詩成書，阿迪·商羯罗著手進行宗教改革，進行了大量理論上的重塑，將佛教教義加以吸收和重新詮釋（例如將唯識論解讀為“幻論”），創建吠檀多派，尊崇《吠檀多经》、《奥义书》、《薄伽梵歌》。印度教不僅在印度本土迎來了復興，而且傳播到了周邊地區，例如印度人混填王來到柬埔寨，創建了扶南國，在直到吳哥王朝蘇利耶跋摩一世（Sūryavarman I）奉佛教爲國教的長時間裡，柬埔寨都奉印度教爲國教，廣闊的印度文明圈就是以印度教和佛教爲重要的文化特征。
7世紀開始，阿拉伯人屢次入侵印度；並於8世紀，征服印度西北部信德。7世紀中葉到12世紀末，北印度建立了多個拉其普特人王朝，他們彼此間征戰不已，但也有力地抗擊穆斯林入侵，因此被視為“印度教的保護者”。此後的1100年到1750年，印度受到突厥穆斯林德里苏丹国的統治，印度教、佛教、耆那教等宗教受到伊斯蘭教的殘酷血腥的迫害，數不盡的僧侶和信徒遭到屠殺，大量寺廟、古跡遭到毀壞，大量經典被毀，被迫改宗伊斯蘭教者也極多。佛教於印度國土上滅絕 ，印度教也受到沉重打擊。16世紀，莫卧儿帝国建立，莫卧儿王朝帝王也崇信伊斯蘭教，阿克巴王登基後，曾倡導印度教和伊斯蘭教融合的改革，並且容許印度教徒擔任官員。
直到英國殖民者之後，在爭取國家獨立的運動中印度教和伊斯蘭教謀求合作，但後來以穆罕默德·阿里·真納為首的國大黨等穆斯林，和以甘地為首的印度教徒之間的矛盾加深，1909年英國通過莫莱-明托改革法案，教派政治成爲制度，印度穆斯林和印度教徒分道揚鑣。
印度教族群在聖雄甘地的代領下，成功主導印度於1947年8月獨立，同時實行印巴分治，印度穆斯林多數居住在巴基斯坦，印度教徒多數居住在印度，印度再次成為了印度教徒佔多數的國度。

## 現代發展
20世纪，印度的移民將印度教帶至世界各大洲，在美国和英国已经形成了較大的信徒团体。20世纪80年代，印度共和国內的印度教民族主义已经成为一个强大的政治力量。

### 引用
1. 1 2 3  《印度教的印度史》紀錄片 （页面存档备份，存于），《今日印度教》雜誌出品
2. ↑  印度佛教史·04，李元祥